# AF Corse
AF Corse — итальянская автогоночная команда, основанная в 2002 году Амато Феррари в Пьяченце. На 2023 год команда участвует в различных сериях, включая Чемпионат мира по автогонкам на выносливость и чемпионат IMSA.

## История
AF Corse основана в 2002 (по другим данным — в 1995) году бывшим гонщиком Амато Феррари в Пьяченце.

### FIA GT

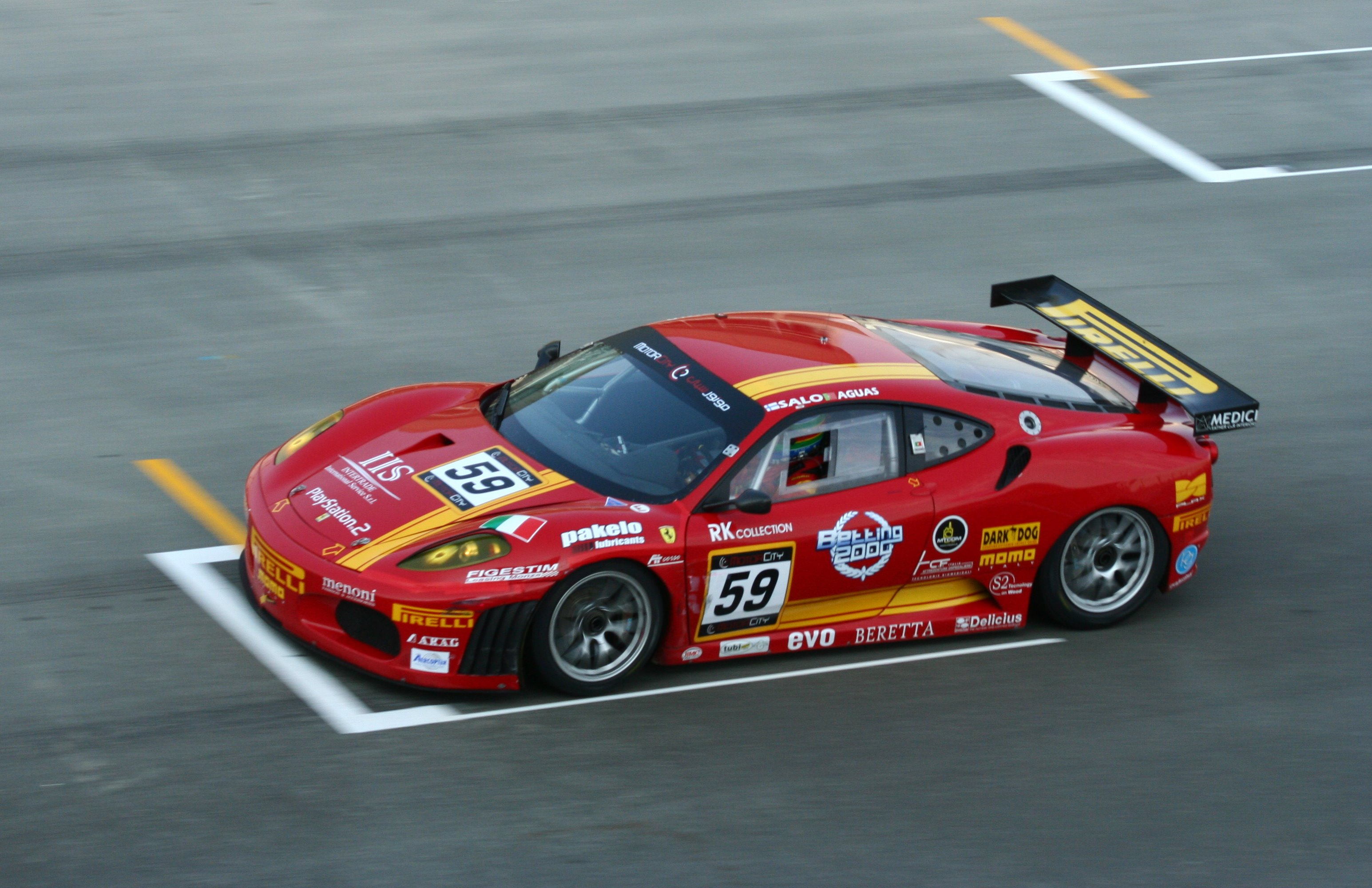
Ferrari F430 AF Corse в 2006 году

В 2004 году AF Corse в сотрудничестве с Maserati приняла участие в чемпионате FIA GT в классе GT1 на новейшем Maserati MC12. Гонщиками команды стали Мика Сало, Андреа Бертолини, Джонни Херберт и Фабрицио де Симоне. Автомобиль дебютировал на восьмом этапе чемпионата в Имоле в сентябре 2004 года. Сало и Бертолини заняли второе место, Херберт и де Симоне — третье. На следующем этапе, в Ошерслебене, Maserati MC12 №33 одержал первую победу. Ещё одну победу Сало и Бертолини завоевали в финальной гонке сезона в Чжухае. Как только разработка MC12 была завершена, AF Corse покинула FIA GT и сосредоточилась на итальянском чемпионате GT.
В 2006 году AF Corse вернулась в чемпионат FIA GT, но на этот раз они выступали в классе GT2 на Ferrari F430. Одержав три победы, команда завоевала свой первый чемпионский титул, а Жайми Мело и Маттео Бобби выиграли титул среди пилотов.
В 2007 году состав пилотов полностью обновился — основными гонщиками стали Дирк Мюллер, Тони Виландер, Джанмария Бруни и Стефан Ортелли. Выиграв девять из десяти запланированных гонок, команда во второй раз подряд стала чемпионом FIA GT.
В 2008 году AF Corse расширила свою команду до трех автомобилей. Бруни и Виландер одержали пять побед и стали чемпионами, а команда выиграла свой третий чемпионский титул.
В 2009 году, выиграв три гонки включая 24 часа Спа, AF Corse стала четырехкратным чемпионом серии в классе GT2.

### Серия Ле-Ман и Межконтинентальный кубок Ле-Мана
В 2010 году, после расформирования FIA GT, AF Corse присоединилась к серии Ле-Ман. В дебютном сезоне команда выставила три Ferrari F430 GT2. Пилотами команды стали Матиас Руссо и Луис Перес-Компанк (№94), Джанкарло Физикелла, Жан Алези (№95), Жайми Мело и Джанмария Бруни (№96). По итогам сезона команда заняла второе место, закончив сезон с двумя победами. В том же году итальянская команда приняла участие в Межконтинентальном кубке Ле-Мана. Одержав одну победу, команда закончила сезон на втором месте.
В 2011 году на базе GT2 был создан класс GTE, разделенная на две категории: GTE Pro и GTE Am. AF Corse выставила по одной машине в каждой категории. По итогам сезона в категории GTE-Pro AF Corse стала чемпионом и в серии Ле-Ман и в межконтинентальном кубке Ле-Мана. В категории GTE-Am команда закончила сезон на втором месте в серии Ле-Ман и на пятом — в Межконтинентальном кубке Ле-Мана.

### 24 часа Ле-Мана
В июне 2007 года AF Corse, в партнёрстве с британской командой Aucott Racing, впервые приняла участие в гонке «24 часа Ле-Мана». Команда в составе Эдриана Ньюи, Бена Аукотта и Джо Макари заняла 22-е место в общем зачёте и четвертое место в классе GT2.

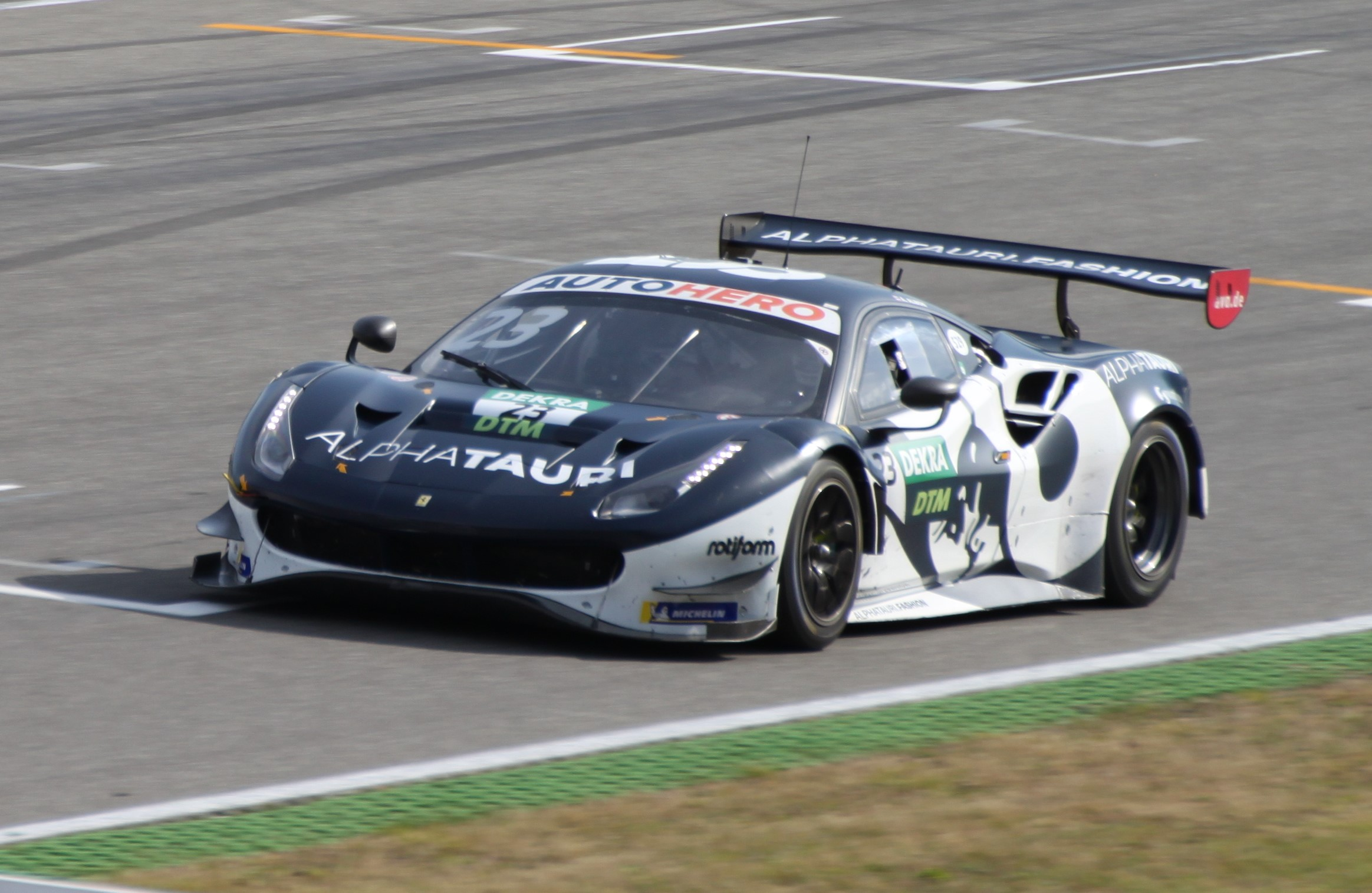
Ferrari 488 GT3 Evo Александа Албона

### ДТМ
В 2021 году AF Corse при поддержке Red Bull Racing и Scuderia AlphaTauri приняла участие в немецкой серии ДТМ. В дебютном сезоне за команду выступали Александр Албон, Лиам Лоусон и Ник Кэссиди на Ferrari 488 GT3 Evo 2020.
Первый этап сезона, состоявшийся в Монце, выиграл Лоусон; Албон финишировал четвертым, но после дисквалификации Винсента Абриля поднялся на третью строчку. Командный зачёт чемпионата с большим отрывом выиграла AF Corse. В личном зачёте Лоусон вплоть до последнего этапа на Норисринге боролся за чемпионский титул, но в итоге уступил его Максимилиану Гётцу.